# Монестье-Мерлин
Монестье́-Мерли́н (фр. Monestier-Merlines, окс. Monestièr e Merlinas) — коммуна во Франции, находится в регионе Лимузен. Департамент — Коррез. Входит в состав кантона Эйгюранд. Округ коммуны — Юссель.
Код INSEE коммуны — 19141.
Коммуна расположена приблизительно в 360 км к югу от Парижа, в 100 км восточнее Лиможа, в 75 км к северо-востоку от Тюля.

## Население
Население коммуны на 2008 год составляло 310 человек.
| 1962 | 1968 | 1975 | 1982 | 1990 | 1999 | 2008 |
| ---- | ---- | ---- | ---- | ---- | ---- | ---- |
| 879  | 887  | 830  | 693  | 515  | 342  | 310  |

## Экономика
В 2007 году среди 222 человек в трудоспособном возрасте (15-64 лет) 97 были экономически активными, 125 — неактивными (показатель активности — 43,7 %, в 1999 году было 27,7 %). Из 97 активных работали 90 человек (52 мужчины и 38 женщин), безработных было 7 (5 мужчин и 2 женщины). Среди 125 неактивных 6 человек были учениками или студентами, 25 — пенсионерами, 94 были неактивными по другим причинам.